# Apparato Vulsinio
L'Apparato Vulsinio (o Distretto Vulcanico dei Vulsini) è un complesso vulcanico del Lazio settentrionale, al margine settentrionale della Provincia magmatica romana. Occupa un’area di circa 2 200 km² e comprende le caldere di "Bolsena" (diametro ~16 km) e "Latera" (~8×11 km), formatasi durante il Pleistocene rispettivamente ~300 000 e ~160 000 anni fa.
La lunga vita dell'apparato è testimoniata dalla varietà di prodotti eruttati e dai fenomeni di vulcanismo secondario che dal Pliocene arrivano fino ad oggi con manifestazioni idrotermali e solfatariche.
L'attività dell'apparato Vulsinio, come quella degli altri apparati laziali, fu prevalentemente esplosiva, quindi con scarsa emissione di lave e grande emissione di nubi ardenti, da cui si sono originate le vaste formazioni tufacee che costellano il territorio. 
A causa delle distanze a cui furono scagliati materiali eruttati, le alture che si sono formate hanno un'altezza media che oscilla fra i 500 ed i 600 metri sul livello del mare. La stratificazione di tufi di diversa composizione è testimone di una lunga sequenza di fasi esplosive. I crateri oggi visibili sono quelli più recenti (Montefiascone, Capodimonte e le isole del Lago di Bolsena). 
Lo svuotamento progressivo delle camere magmatiche portò al loro crollo con la conseguente formazione di caldere, la più importante delle quali è quella del Lago di Bolsena. 
Dopo la formazione del lago iniziarono ad eruttare altri vulcani tra i quali Valentano, Latera e Lamone. L'isola Martana e la Bisentina sorsero in seguito ad eruzioni subacquee; la loro forma semicircolare è dovuta al crollo di una parte del cono che le formava.
In epoca storica la grande quantità di materiale tufaceo presente sul territorio è stato sfruttato per costruire tutti i centri storici dei comuni che insistono sul territorio compreso nell'apparato: Orvieto, Civita di Bagnoregio, Sovana, Bolsena, Montefiascone, Marta, Capodimonte, Valentano, ecc.

## Suddivisione
Il distretto è articolato in cinque complessi principali: Paleovulsini, Bolsena‑Orvieto, Montefiascone, Vulsini meridionali e Latera. In letteratura classica sono documentati anche quattro centri eruttivi principali (Latera, Capodimonte, Montefiascone, Bolsena) e numerose bocche avventizie (fino a 89) riconosciute dagli studi storici sull’area.

## Evoluzione geologica e caldere
La morfologia del distretto è complessivamente “a scudo”, con pendii dolci e numerosi centri monogenici allineati su faglie. Spiccano la depressione vulcano‑tettonica del Lago di Bolsena (ampiezza ~19 km) e la caldera di Latera‑Vepe. Le due maggiori caldere si sono formate durante eruzioni esplosive pleistoceniche: Bolsena ~0,30 Ma (caldera lacustre ~16 km) e Latera ~0,16 Ma (~8×11 km). In fase post‑calderica si sono attivati coni di scorie e colate laviche da bocche intracalderiche e pericalderiche.

## Attività e stato attuale
Le più recenti datazioni 40Ar/39Ar su cristalli singoli indicano che l’attività affiorante del Distretto Vulsino è compresa tra circa 590 e 240 mila anni fa. In base alla classificazione del Dipartimento della Protezione Civile, i Vulsini rientrano tra i vulcani estinti (ultima eruzione oltre 10 000 anni fa).